# Chaetonerius spinibrachium
Chaetonerius spinibrachium är en tvåvingeart som beskrevs av Günther Enderlein 1922. Chaetonerius spinibrachium ingår i släktet Chaetonerius och familjen Neriidae.
Artens utbredningsområde är Kongo. Inga underarter finns listade i Catalogue of Life.